# Oak Ridges—Markham
Pour les articles homonymes, voir Oak Ridges et Markham (homonymie).
Circonscription électorale fédérale du Canada
Oak Ridges—Markham est une ancienne circonscription électorale fédérale en Ontario (Canada).
La circonscription de la banlieue nord de Toronto consistait en la ville de Whitchurch-Stouffville et des parties des villes de Richmond Hill et Markham et du canton de King.
Les circonscriptions limitrophes étaient Dufferin—Caledon, Simcoe—Grey, York—Simcoe, Newmarket—Aurora, Durham, Ajax—Pickering, Scarborough—Rouge River, Markham—Unionville, Richmond Hill et Vaughan. 
Lors du recensement de 2001, 111 276 personnes y habitaient; mais lors du scrutin de 2006 il y avait 111 882 électeurs.  

## Résultats électoraux
|       | Candidat          | Parti        | # de voix | % des voix |
|       | (x) Paul Calandra | Conservateur | +46 241,  | 51,12 %    |
|       | Lui Temelkovski   | Libéral      | +25 561,  | 28,26 %    |
|       | Janice Hagan      | NPD          | +15 229,  | 16,84 %    |
|       | Trifon Haitas     | Vert         | +02 349,  | 2,6 %      |
|       | John Siciliano    | Progressiste | +01 080,  | 1,19 %     |
| Total | Total             | Total        | 90 460    | 100 %      |

|       | Candidat            | Parti        | # de voix | % des voix |
|       | Paul Calandra       | Conservateur | +31 963,  | 42,11 %    |
|       | (x) Lui Temelkovski | Libéral      | +31 533,  | 41,54 %    |
|       | Andy Arifin         | NPD          | +07 120,  | 9,38 %     |
|       | Richard Taylor      | Vert         | +05 295,  | 6,98 %     |
| Total | Total               | Total        | 75 911    | 100 %      |

## Historique
La circonscription de Oak Ridges–Markham a été créée en 2004 à partir d'Oak Ridges, Markham, Vaughan–King–Aurora et York-Nord. Lors du redécoupage de 2012, la circonscription fut redistribuée parmi Markham—Stouffville, King—Vaughan,
Markham—Unionville et Aurora—Oak Ridges—Richmond Hill.
1. 2004-2008 – Lui Temelkovski, PLC
2. 2008-2015 – Paul Calandra, PCC

- PCC = Parti conservateur du Canada
- PLC = Parti libéral du Canada

## Circonscription provinciale
Depuis les élections provinciales ontariennes du 4 octobre 2007, l'ensemble des circonscriptions provinciales et des circonscriptions fédérales sont identiques.
1. ↑  Élections Canada.